# Walery Kopernicki

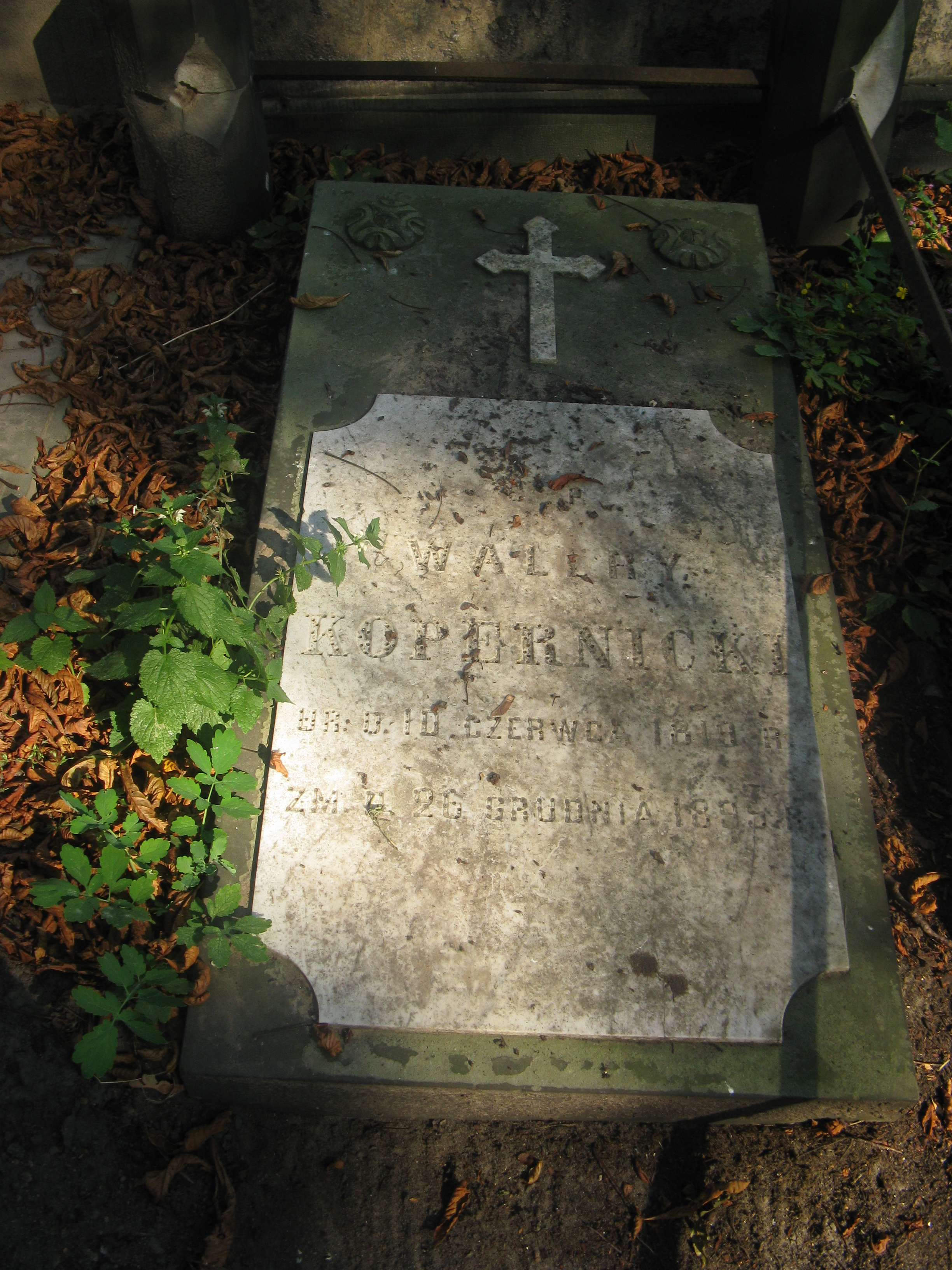
Grób Walerego Kopernickiego na cmentarzu Powązkowskim

Walery Kopernicki (ur. 1819, zm. 26 grudnia 1895 w Warszawie) – polski filolog i pedagog, brat Franciszka i Izydora. Nauczyciel gimnazjalny w zaborze rosyjskim, wykładał języki starożytne i język polski, pod koniec życia pracował w Warszawie. Ceniony pedagog, od 1893 na emeryturze.
Autor kilku prac, w tym:
- Repetitorium podręcznik gramatyki i stylistyki łacińskiej (1876)
- Mapa hydrograficzna dawnej słowiańszczyzny : część zachodnio-północna (1881-1883)
- Rzeki i jeziora. Tekst objaśniający do mapy hydrograficznej dawnej Słowiańszczyzny, części północno-zachodniej (1883)

Pochowany na cmentarzu na Powązkach (kwatera 165-4-24).